# Evaristo Valle
Evarist Vallès (Gijón, 11 de juliol de 1873 - 29 de gener de 1951) fou un pintor asturià.
Als 10 anys es va traslladar a viure a San Juan de Puerto Rico, però als pocs mesos va tornar a Astúries a causa del defunció del seu pare. Després de treballar en una casa de banca, una refineria de petroli i en una litografia marxa a París el 1896, on es va haver de guanya la vida com a dibuixant.
El 1900 torna a Espanya i pren la decisió de dedicar-se en exclusiva a la pintura. En rebre en 1903 una pensió de l'Ajuntament de Gijón es trasllada novament a París, d'on tornaria en 1905. En 1912 mor la seva mare i es tanca a casa seva durant anys, degut al fet que la seva agorafòbia s'aguditza. Durant aquest període escriu obres de teatre i novel·les. El 1919 va publicar la novel·la Oves i Isabel. Decebut per les vendes va llençar al mar tots els exemplars que li quedaven. En 1935 va escriure El Soterrani, una comèdia dramàtica en dos actes que s'inspirava en la Revolució d'octubre de 1934 a Astúries. Aquesta obra no va arribar a ser publicada en vida de l'autor. Va morir a Gijón en 1951.
És totalment impossible enquadernar-lo en cap escola pictòrica, ja que a pesar que s'endevinen en les seves obres diverses influències, aquestes formen part més aviat d'un entramat comú que d'un estil concret. La seva pintura destaca per una gran riquesa cromàtica i un fi sentit de l'humor.

## Obres destacades
- Baile de carnaval (1917)
- Carnavalada (1930)
- Máscaras en el campo (1944)
- Cipriano, el hojalatero (1945)
- Las tres brujas (1945)
- Carnavalada de los osos (1949)
- Mi amigo Pedro, El pescador (1946)
- La mujer de azul (1950)
- Tipos de mar (1950).